# Fragments (Bonobo)
Fragments è il settimo album in studio del musicista britannico Bonobo, pubblicato nel 2022.

## Tracce
1. Polyghost (featuring Miguel Atwood-Ferguson) – 1:48
2. Shadows (featuring Jordan Rakei) – 4:45
3. Rosewood – 4:02
4. Otomo (featuring O'Flynn) – 6:11
5. Tides (featuring Jamila Woods) – 3:46
6. Elysian – 3:02
7. Closer – 5:11
8. Age of Phase – 5:42
9. From You (featuring Joji) – 3:30
10. Counterpart – 5:32
11. Sapien – 4:03
12. Day by Day (featuring Kadhja Bonet) – 3:44